# Alaba Jonathan
Alaba Jonathan, née le 1er juin 1992 à Calabar au Nigeria, est une joueuse de football internationale nigériane.

## Carrière

### Jeunesse
Alaba Jonathan commence sa carrière avec le club des Navy Angels. Après avoir échoué à s'imposer avec l'équipe senior des Navy Angels, elle rejoint les Pelican Stars au printemps 2010, où elle reste sous contrat.

### Équipe nationale
Alaba Jonathan est membre de l'équipe nationale du Nigeria.
Jonathan représente son pays d'origine en tant que troisième gardienne lors de la Coupe du monde 2011 organisée en Allemagne, ainsi que lors de la Coupe du monde 2019 qui se déroule en France.
Elle remporte la Coupe d'Afrique des nations 2016 en officiant de nouveau comme gardienne remplaçante.
En 2010, elle participe à la Coupe du monde des moins de 20 ans avec l'équipe du Nigeria des moins de 20 ans.